# Ulrike Fulde
Ulrike Fulde (in Schmölln) ist eine deutsche Sängerin (Sopran).

## Leben
Ulrike Fulde wurde im thüringischen Schmölln geboren. Mit neun Jahren erhielt sie ihren ersten Klavierunterricht an der Musikschule Altenburg. 1992 wurde sie beim Stavenhagen-Wettbewerb der Stadt Greiz ausgezeichnet. Wiederholt erlangte sie Preise beim Bundeswettbewerb Jugend musiziert. Nach dem Abitur studierte sie bis zum Konzertexamen 2003 Gesang bei Hans-Joachim Beyer an der Hochschule für Musik und Theater „Felix Mendelssohn Bartholdy“ Leipzig. Während ihres Studiums besuchte sie Meisterkurse bei Ingrid Figur, Patricia Pease und Horst Günter. Fulde absolvierte dann die Meisterklasse bei Kammersängerin Regina Werner-Dietrich.
Als Solistin trat sie u. a. bei den Koblenzer Mendelssohn-Tagen und den Händel-Festspielen Halle (Saale) auf. 2004 wurde sie mit dem Händel-Förderpreis der Stadt Halle ausgezeichnet. Sie sang die Fiordiligi in Mozarts Cosí fan tutte in einer Inszenierung von Joachim Herz. An der Oper Leipzig war sie das Taumännchen in Humperdincks Hänsel und Gretel. Am Theatro Castro Alves in Salvador (Bahia/Brasilien) hatte sie 2003 die Rolle der Pamina in Mozarts Die Zauberflöte inne. Im selben Jahr sang sie am Markgräflichen Opernhaus in Bayreuth den Radamanto in Grauns L’Orfeo. Eine weitere Rolle hatte sie als Governess in Brittens The Turn of the Screw in einer Inszenierung von Claudia Zahn. Darüber hinaus sang sie Oratorien unter Gewandhausorganist Michael Schönheit und Thomaskantor Georg Christoph Biller. Außerdem arbeitete sie mit den Universitätsmusikdirektoren Ron-Dirk Entleutner, Jens Lorenz, Gothart Stier und David Timm zusammen. Fulde tritt auch als Liedinterpretin in Erscheinung, so war sie 2007 am Festival Cape Classic in Südafrika beteiligt. Zeitgenössische Musik sang sie unter Roland Kluttig beim MDR.
Fulde ist Ensemblemitglied des MDR-Rundfunkchors.

## Diskografie
CDs
- Songs and chamber music / Norbert Burgmüller (Kamprad, 2010)
- Lieder / Ferdinand Hiller (Kamprad, 2011)
- Papillons bleus / Charles-Marie Widor (Kamprad, 2012)
- Lieder „Jubilee Edition 2013“ / Felix Weingartner (Kamprad, 2013)
- Musikalisches Forellenmenü / Franz Schubert (Genuin, 2016)

DVD
- Handel – Commemoration / Georg Friedrich Händel (Medici Arts, 2009)